# 사천현 (경기도)
경기도 사천현(沙川縣)은 신라 시대부터 사용된 경기도 중북부 지역의 지명으로 현쟁의 양주시 은현면(운암리를 제외한 전지역), 동두천시, 양주시 회천동 지역에 해당된다.
삼국 시대에는 고구려의 영역이었고 통일 신라 시대에 내을매, 내이미현이라 했다가 뒤에 견성군의 속현이 되었고, 다시 양주군의 속현이 되었다. 면리제 시행 후 행정구역은 진답면, 현내면, 이담면, 회암면, 천천면 등으로 구성되었다. 1511년(조선 중종 6) 면리제를 재정비하는 과정에서 진답면, 현내면, 이담면, 회암면, 천천면 등이 양주목 본목으로 편입되어 해체되었다.